# Сиракава-го и Гокаяма

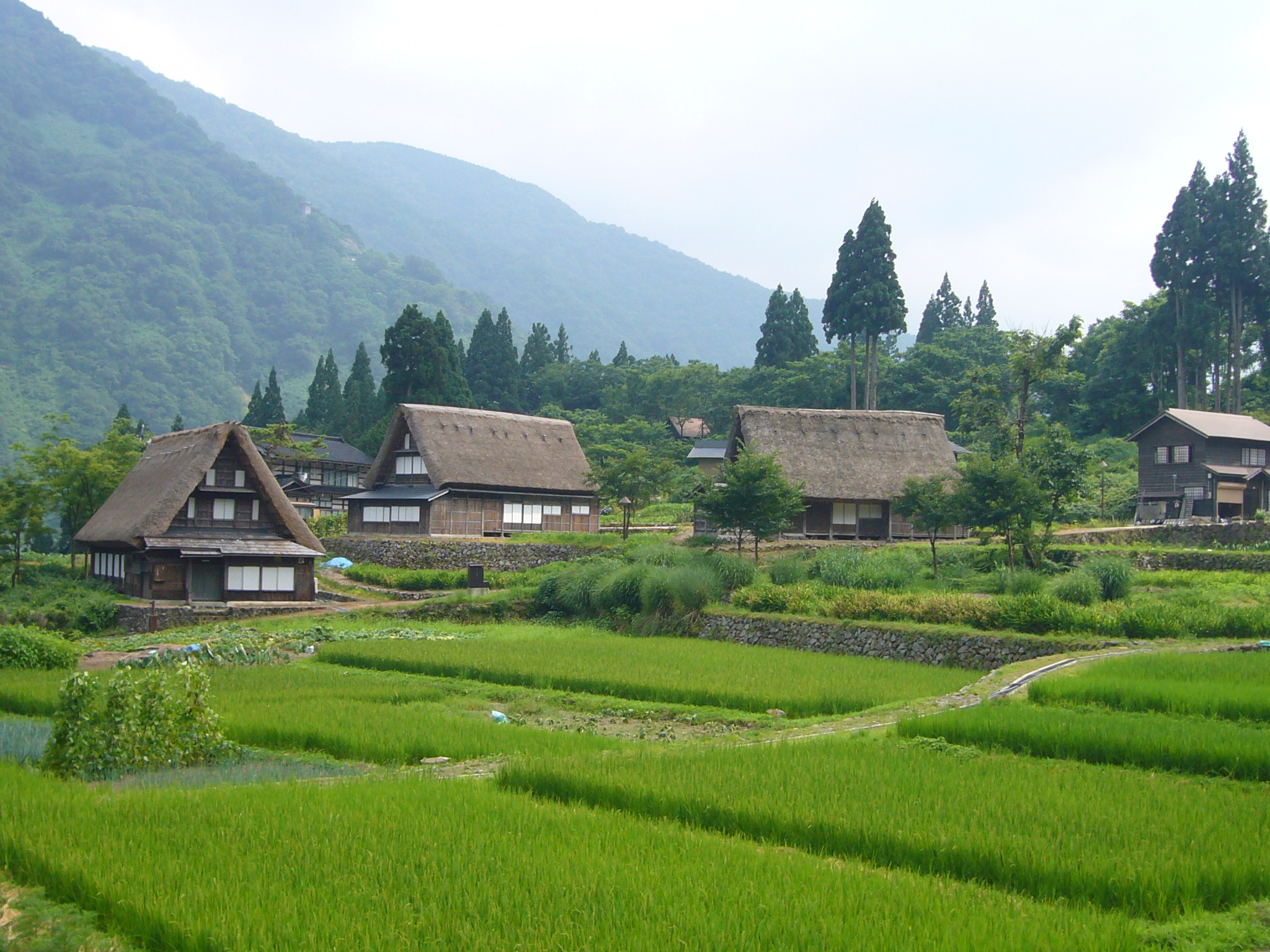
Вид на традиционные дома и рисовые террасы

Гокаяма (префектура Тояма) и Сиракава-го (префектура Гифу) — исторические сёла, расположенные в труднодоступном горном районе острова Хонсю, который в зимнее время бывал подолгу отрезан от остальной части Японии. Здесь сложилась особая школа зодчества — «гассё-дзукури». Традиционные жилища в этой местности отличаются крутыми крышами из соломы. Основным занятием местных жителей было разведение шелкопряда, так что верхние этажи жилищ искусно приспособлены для нужд шелкопрядения. Деревни внесены в Список всемирного наследия ЮНЕСКО как «выдающийся пример традиционного образа жизни, прекрасно приспособленного к окружающей среде и местным социальным и экономическим условиям».